# Tricolnaticopsidae
De Tricolnaticopsidae zijn een familie van uitgestorven weekdieren uit de klasse van de Gastropoda (slakken).